# 孙玺 (弘治进士)
孫璽（1460年—？），字國信，山東濟南府青城縣人，民籍，明朝政治人物。

## 生平
成化二十二年（1486年）山東鄉試第五十四名舉人。弘治三年（1490年）中式庚戌科會試第一百五十一名，三甲第八十六名進士。初授长子县知县，丁内艰归。1496年接替王术任嘉定县知县一职，1500年由靳颐接任。历升平凉府知府。

## 家族
曾祖孫士賢；祖父孫景文；父孫勤，母丁氏。具庆下。

## 延伸阅读
[在维基数据编辑]
 《明史卷二百八十九》，出自《明史》